# Prosečné (geomorfologický podcelek)
Prosečné je geomorfologický podcelek Chočských vrchů. Leží ve východní části pohoří, na pomezí Oravy a Liptova.

## Vymezení
Podcelek zabírá východní část Chočských vrchů, od západně ležících Sielnických vrchů je oddělen Sestrčskou dolinou s potokem Sestrč. Na severu leží Zuberská brázda, patřící do Podtatranské brázdy, východně je hranice Západních Tater vedená Suchou dolinou a na jihu terén klesá do Liptovské kotliny, podcelku podtatranské kotliny. 

## Vrcholy
- Prosečné (1372 m n. m.) – nejvyšší vrch podcelku
- Holica (1340 m n. m.)
- Lomné (1278 m n. m.)
- Čerenová (1221 m n. m.)
- Hrádková (1206 m n. m.)

## Ochrana přírody
V této části pohoří se nacházejí plošně rozsáhlé národní přírodní rezervace Prosiecka a Kvačianska dolina. 